# Шкодую за тобою
«Шкодую за тобою» (англ. Regretting You) — прийдешня американський романтичний драматичний фільм режисера Джоша Буна, який написав сценарій разом із Сьюзен МакМартін. Він заснований на однойменному романі Коллін Гувер 2019 року. У фільмі знімаються Еллісон Вільямс, МакКенна Грейс, Дейв Франко, Мейсон Темз, Вілла Фіцджеральд, Скотт Іствуд та Кленсі Браун.
Вихід фільму «Шкодую за тобою» компанією Paramount Pictures у США запланований на 24 жовтня 2025 року.

## У ролях
| Актор             | Роль       |
| ----------------- | ---------- |
| Еллісон Вільямс   | Морган     |
| Маккенна Грейс    | Клара      |
| Дейв Франко       | Йохан      |
| Мейсон Темз       | Міллер     |
| Скотт Іствуд      | Кріс       |
| Кленсі Браун      | Хенк Адамс |
| Вілла Фіцджеральд |            |
| Сем Морелос       |            |
| Ітан Костанілла   |            |

## Виробництво

### Розробка
У серпні 2024 року було оголошено, що розробляється екранізація роману Шкодую за тобою, режисером якої виступить Джош Бун, а головні ролі виконають Еллісон Вільямс, МакКенна Грейс, Дейв Франко та Мейсон Темз. У березні 2025 року Вілла Фіцджеральд та Скотт Іствуд приєдналися до акторського складу фільму. Того ж місяця акторський склад доповнили Кленсі Браун, Сем Морелос та Ітан Костанілья.

### Зйомки
Основні зйомки розпочалися у березні 2025 року в Атланті.

## Випуск
Вихід фільму «Шкодую за тобою» у США заплановано на 24 жовтня 2025 року.